# Жива етика
Жива етика, або Аґні-йога — синкретичне релігійно-філософське містичне вчення, яке базується на релігійно-філософських ідеях Реріхів.
Аґні-йога — вчення про першооснови та принципи буття, будову макро-і мікрокосмосу, а також про цілі і завдання людства в процесі творчої еволюції Всесвіту.
Релігійно-філософські ідеї Реріхів привели до утворення в багатьох країнах світу товариств та організацій, що ґрунтують свою діяльність на культурній спадщині родини Реріхів. За своєю домінуючою спрямованістю реріхівський рух — це новий релігійний рух, релігійно-філософською основою якого є Жива Етика. Частина послідовників ідей Живої Етики відкидають класифікацію навчання як релігійного.
Дослідники зараховують Живу Етику до навчань нью-ейджа. Вчення послужило також своєрідною базою для формування різних течій «Нової Ери», хоча більша частина цих течій сприйняли ідеї Живої Етики лише формально і в довільному трактуванні.

## Першовидання книг Живої етики
Книги Живої Етики за місцем і роком видання:
1. "Листи саду Морії. Поклик ". Париж, 1924 р.
2. "Листи саду Морії. Осяяння ". / … /, 1925 р.
3. «Громада». Урга (Улан-Батор), 1926 р.
4. «Аґні Йога». Париж, 1929 р.
5. «Безмежність, 1 частина». Париж, 1933 р.
6. «Безмежність, 2 частина». Париж, 1934 р.
7. «Ієрархія». Париж, 1931 р.
8. «Серце». Париж, 1932 р.
9. «Світ Вогненний, 1 частина». Париж, 1933 р.
10. «Світ Вогненний, 2 частина». Рига, 1934 р.
11. «Світ Вогненний, 3 частина». Рига, 1935 р.
12. «Аум». Рига, 1936 р.
13. «Братство». Рига, 1937 р.
14. «Надземне». Манускрипт з 955 параграфів, вперше виданий тільки на початку 90-х років.

Також існують доповнення до вчення Живої Етики:
- «Криптограми Сходу» — у книзі наведено легенди про «Великих Вчителів»
- «Напуття Вождю»
- «Листи Олени Іванівни Реріх» — містять коментарі до основних книг вчення Живої Етики.
- «На порозі Нового Світу»

## Основні положення вчення Аґні-йоги
Аґні-йога прагне до внутрішнього перетворення, розкриття внутрішніх здібностей, намагаючись опанувати космічною енергією — Аґні. Мета навчання — стимулювання еволюції людства до все більш високих форм космічного буття, для чого в текстах даються настанови щодо необхідного способу життя. В основі системи вірувань Аґні-йоги лежить теософська концепція безмежного і нескінченного Всесвіту, що виявляється в повторюваних циклах створення та розпаду матеріальних форм, що на загальнолюдському рівні означає підйом і занепад цивілізацій, а для індивідуума — реінкарнацію душі.

### Структура світу
Духовний вогонь, Аґні — фундаментальне поняття Аґні-йоги. Він вважається джерелом усіх форм і явищ у Всесвіті.
Тонке вивчення матерії і атома приведе до висновку, що життєва енергія є не електрика, але Вогонь. … Матерія утверджується 
як вогняна субстанція, і кожен мислячий дух не заперечуватиме силу вищу, яка є Вогонь. (Світ Вогненний III, 60)
У вченні дається наступна структура світу:
1. «Людський земний світ» — матеріальний світ, який є вторинним по відношенню до «Тонкого світу» і лише тінню «Світу Вогню».
2. «Тонкий Світ» — цей світ населений істотами різного рівня розвитку без щільних фізичних тіл, відповідає «астральному рівню»[7] Темні істоти з нижчих шарів «Тонкого Світу» вважаються дуже небезпечними, оскільки вони «можуть направити думку на земних втілених» і тим спонукати їх зробити злочини і гріхи.
3. «Світ Вогню» — ментально-духовний світ[7], найбільш високий і досконалий; первинний світ по відношенню до «тонкому світу». Цей світ складається з вищої психічної енергії («субстанції вогню») і також наповнений «істотами різних еволюцій».
4. «Вищі сфери» — стануть доступними і зрозумілими тільки на вищих щаблях досконалості людства.

Всі світи взаємопроникають один в одного, але щоб сприймати надлюдські світи, необхідна вогняна свідомість. Людство своїм станом психіки впливає на інші світи, отруюючи їх недосконалістю свого духу. Тому велику увагу в навчанні приділяється внутрішній роботі людини над собою, самовдосконалення.

### Вчення про ієрархію і Шамбалу
Вчення про космічну ієрархію — одна з основ Аґні-йоги, де ієрархією називається «закон Світобудови» і «планомірне співробітництво». Вважається, що духовною основою світу, завдяки якій відбувається рух у напрямку вдосконалення, є «Ієрархія Світла», «Братство», «Високі Духи», які об'єдналися заради праці на загальне благо. Ієрархія є духовна «Драбина Якова», по якій сходить людський дух в прагненні до джерела Світла і в пізнанні істини, що передбачає розширення і очищення свідомості, спрощення сприйняття і постійне прагнення духу.
«Ієрархія Світла» складається з розумів на різних ступенях еволюції і проходить через всю структуру світу. На вищих щаблях сходів стоять Ієрархи, які пройшли шлях еволюційного розвитку і тепер допомагають виконати це завдання іншим, втілюючись на Землі в різні історичні епохи, щоб відновити чистоту істини. Втіленнями таких ієрархів в Живій етиці вважаються засновники релігій, великі філософи та громадські реформатори. Місцем проживання представників ієрархії, вчителів людства, є Шамбала, шанування якої є однією з найважливіших основ Аґні-йоги.

### Вчення про людину і карму
Вчення Аґні-йоги передбачає віру в реінкарнацію. Людина вважається продуктом тривалого еволюційного розвитку через багато перевтілень в різних особистостей протягом мільйонів років. Нашарування цієї величезної кількості неусвідомлюваної інформації утворюють в глибинах духа людини «сплячу мудрість».
Найважливішим законом для людей називається закон карми, яка являє собою складне переплетіння карм рас, племен і особистостей, карми давньої і справжньою. Вважається можлива певна регуляція карми.
Згідно з Живою етикою перед людством стоїть завдання побудови моста між «тонким» і «щільним» світами, таким чином зближуючи їх. Після цього стане можливим спілкування з «Вищими світами».

### Етичне вчення
Велика увага в навчанні Живої етики приділяється внутрішній роботі людини над собою, його самовдосконалення та еволюційному розвитку для досягнення «Вищих Світів». Робота над собою починається з позбавлення від негативних якостей і звичок, бо саме ці натхнення «Темряви» відокремлюють людський світ від «Вищих Сфер». Наприклад, потрібно:
- подолати злість, сумнів, недовіру, нетерпіння, лінь та інші негативні якості,
- виключити хулу на ближнього і блюзнірство на вищого, як породжуюче «чорне полум'я», пожирающе «світлу ауру»,
- звільнитися від почуття власності «досвідом життя і шануванням Ієрархії».

Іншим суттєвим аспектом етичного вчення Аґні-йоги є перетворення життя через утвердження загальнолюдських цінностей, через культурне діяння, яке буде спільним для всього людства незважаючи на різноманіття звичаїв, вірувань і мов.

Згідно з ученням Аґні-йоги, дотримання етичних принципів є головним засобом для духовної та фізичної еволюції людини і людства.

### Організації та фонди
- Благодійний фонд імені Олени Іванівни Реріх [Архівовано 25 червня 2009 у Wayback Machine.](Москва)
- Благодійний фонд підтримки космічного мислення

### Наукова конференція
- Міжнародна науково-громадська конференція «Космічний світогляд — нове мислення XXI століття» [Архівовано 14 серпня 2012 у Wayback Machine.](Матеріали конференції [Архівовано 30 березня 2012 у Wayback Machine.])Міжнародний Центр-Музей імені М. К. Реріха, 2003 р.